# 八德獎
全國好人好事代表「八德獎」，自1958年由政府主導協助民間成立「中華民國各界表揚好人好事運動推行委員會」，發掘各領域之善行義舉人士，供國人作為典範；自1990年由歷屆全國好人好事代表向內政部立案，成立「中華民國表揚好人好事運動協會」。自1958年起每年均辦理表揚大會，由總統等行政首長表揚

## 歷屆全國好人好事代表「八德獎」當選人
| 年份   | 當選人員 |
| 2012年 | |
| 2013年 | 依來法師 、吳道遠、莊慧娟、高豫生、徐仁輝、陳義雄、陳源沂、賴水銀、王錦賜、謝明憲、伍錦蘭、劉文漢、王文銀、林永木、鄭世賢、黃文正、陳西川、黃洪青桂、陳忠飛、陳美珍、孫天貴、黃界仁、吳福川、蔡宗霖、陳立人、廖明輝、劉君驥、曾德堂、羅振興、陳錦松、黃成錦         |
| 2014年 | 藍高玉雲、王寶珠、楊重源、龍盛深、曾秀卿、高崇斌、施瑜銘、王道鵬、楊登國、黃國良、莫素娟、何梅子、賴明香、周雪鴻、鄭世賢、陳淵泉、邱武雄、張雪琴、周博尚、鍾育騰、紀文來、陳顯英、陳劍平、高志堅、蔡哲文、吳崇榮、吳建福、陳明哲、張麗嬪、林華禎、郭健葒、鐘風村    |
| 2015年 | 羅李阿昭、李筱玲、王清標、古月英、吳錦昌、劉有朋、蔡啓漳、王水河、邱鄭秀珍、劉銘麗、張慶陽、蔡四松、柯金德、郭宗山、顏婉茹、余國彰、李孫憲、林卿雲、陳林素真、陳鏡正、黃榮墉、江明全、林輝南、凃文雄、賴美吟、孫茂勝、張利惠                                        |
| 2016年 | 鄭永清、謝秀琴、黃裕舜、唐旦祥、黃明川、劉寶媚、舒宗澤、鄭嘉德、吳耀族、鄭榮貴、林朝富、夏臨福、巫展盟、魏朱蓮招、陳和美、林務局、黃全永、梁金生、潘家宜、蔡林芳芬、黃廖全、蔡國亮、鄭金照                                                                          |
| 2017年 | 劉一峰、翁林金桃、余建璋、李秀珠、林彥良、陳維邦、方華雄、陳李月卿、滿詠萱、林詠沂、李啟煌、顧志珍、白明奇、黃忠交、郭治華、蔡水珍、鄭恆佳、彭子奎、江瑞芬、陳石榮、陸清海、洪再入、張堉杉、紀明蒼、溫文雅、劉世富、陳蔣美惠、張三華、蕭玲                          |
| 2018年 | 劉學慧、茆晉日牂、林英美、陳義成、楊宗翰、沈銘賢、鍾春明、黃惠玲、魏正城、李明宗、陳 怡、林政榮、洪明哲、曾鴻霖、劉錦仁、呂武錦、楊友仁、張朱仁、陳文章、吳文博、楊宗澤、劉玉章、林滿妹、柯博文、陳振吉、許春發、鄭學錦、柯富騰、陳映蓉、施坤吾                     |
| 2019年 | 劉明芝、吳至宏、釋宗道、尤瑞豐、謝一淅、鄭國華、陳勝棋、唐彥博、楊政達、蔡宜蓉、劉清田、許黃彩好、曾藍慧、王翔正、黃素美、張見都、黃南海、釋妙志、高家祥、邱素蘭、陳維宏、侯文富、黃耀德、莊程碧玲、盧明主、郭益輝、周珍主、林陽晉、施進興、謝榮桂、高賢齊          |
| 2020年 | 田春生、林進榮、黃成財、邱淑慧、郭蘇文絹、詹鈴權、曾東陽、賴建旺、楊正安、江新發、林增垚、 陳志成、沈心慧、陳林祥、曾明清、孫新勇、蔡呂阿雲、歐德生、蔡啟仲、許雪珠、彭榮宗、彭東慶、許雪芳、王伯豊、何碧英、李明正、黃振郎、徐為紘、林炳辰、陳佳生、李超群、黃秀綿 |
| 2021年 | |